# Liesbet Dhaene
Pour les articles homonymes, voir Dhaene.
Liesbet Dhaene, née le 23 octobre 1976 à Kinshasa est une femme politique belge flamande, membre de N-VA.
Elle est master en droit (KUL, 2000)) et droit économique (ULB, 2001); V.A.O droit de société (KUB, 2001); Postgraduat en Accounting (KUL, 2004) 

## Carrière politique
- 2014-     : députée bruxelloise